# Frontera entre el Perú i l'Equador
La frontera entre el Perú i l'Equador és la frontera que delimita els territoris del Equador i de Perú. Consta de dos trams, un de terrestre i un altre marítim. La frontera terrestre s'estén al llarg de 1.529 km, que va d'oest a est, comença en la boca de Capones a l'oceà Pacífic, després segueix entre les ciutats costaneres de Zarumilla (Perú) i Huaquillas (Equador), continua pel riu Zarumilla i riu Chira. Al sud-est de Zumba fa una inflexió per a nord-est seguint per la Serralada del Còndor fins a entrar en la selva amazònica. Acaba al riu Putumayo.

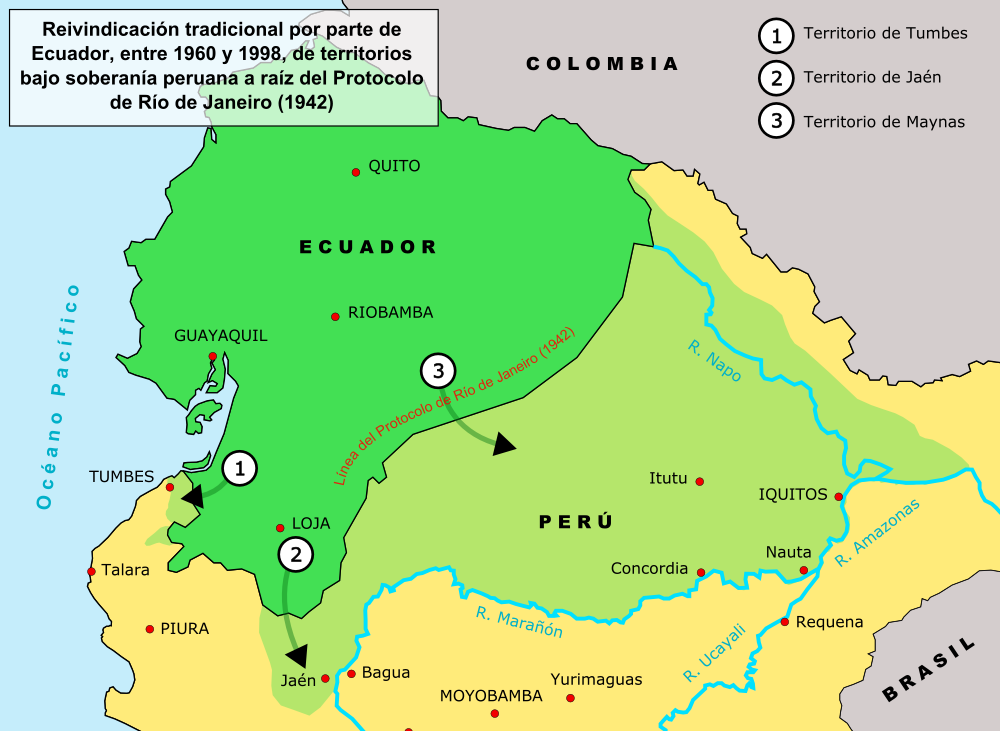
Reclamacions frontereres de l'Equador al Perú, entre 1960 i 1998.

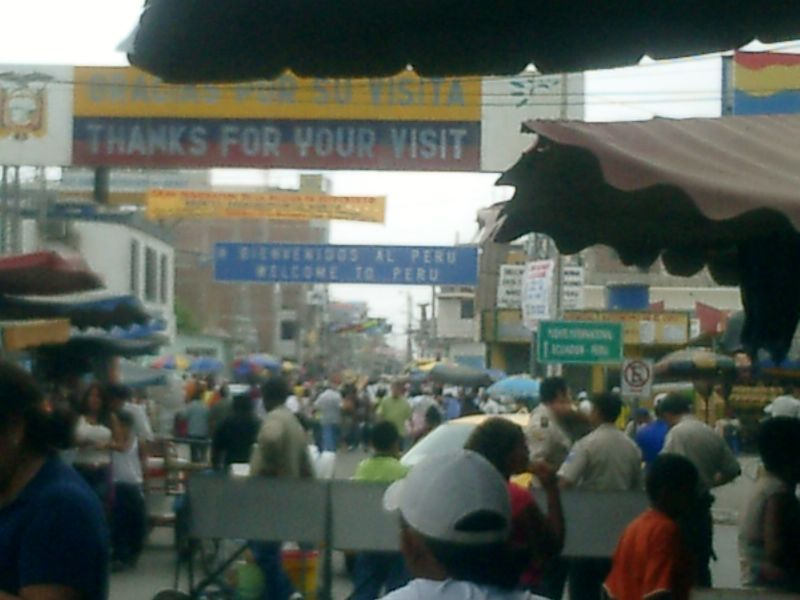
Frontera entre Huaquillas (EC) i Zarumilla (PE).

## Demarcació de la frontera terrestre
Està frontera ha estat una de les més difícils de traçar a causa dels interessos d'ambdues nacions sobre els territoris que aquesta comprèn, a banda i banda de la línia limítrofa. La frontera entre el Perú i l'Equador va quedar delimitada mitjançant el Protocol de Pau, Amistat i Límits de Rio de Janeiro, signat el 29 de gener de 1942, pel doctor Alfredo Solf y Muro, Ministre de Relacions Exteriors del Perú i Júlio Tobar Donoso, Ministre de Relacions Exteriors de l'Equador. Es van constituir garants del seu compliment Brasil, Argentina, Xile i els Estats Units d'Amèrica. El Bescanvi de Ratificacions es va realitzar a Petrópolis (Brasil) el 31 de març de 1942. D'acord amb el protocol en referència, la línia de frontera entre Perú i l'Equador és com segueix:
| « | * Sector occidental: - Boca de Capones a l'Oceà Pacífic; - Riu Zarumilla i quebrada Balzamal o Lajas; - Riu Tumbes o Puyango i quebrada de Cazaderos; - Quebrada de Pilares i Riu Alamor fins al Riu Chira; - Riu Chira, aigües amunt; Rius Macará, Calvas i Espíndola, fins al naixement al nus de Cabanillas; - Rius Blanco (Perú) i Canchis, aigües avall, fins al Riu Chinchipe; - Riu Chinchipe, aigües avall, fins a la boca del Riu San Francisco. - Sector oriental: - Riu San Francisco, fins al seu naixement, en la serralada del Cóndor; - El divortium acuarum o divisòria d'aigües que existeix, entre els rius Santiago (peruà) i Zamora (equatorià fins a la confluència del Riu Yaupi amb el Santiago. Aquesta divisòria d'aigües la conforma la serralada del Cóndor; - Des d'allí una línea recta fins a la boca del riu Bobonaza, en el Pastaza i una altra, fins a la confluència dels Rius Cunambo i Pintoyacu, per formar el Tigre; - Des d'aquest indret una altra línia recta fins a la boca del riu Cononaco, al Curaray. Des d'allí, aigües avall per aquest riu, fins a la localitat de Bellavista; - Des de Bellavista una altra línia recta fins a la boca del Yasuni, al Riu Napo; - Pel riu Napo, aigües avall, fins a la boca del riu Aguarico; - El riu Aguarico, aigües amunt; riu Lagartococha o Zancudo, fins a l'origen; - Des d'allí una línia recta que va a trobar al riu Güepí. Segueix per aquest riu, aigües avall, fins a la seva confluència amb el Putumayo, on comença la frontera amb Colòmbia. | » |

## Demarcació de la frontera marítima

Mapa de la frontera marítima entre Perú i l'Equador.

El 18 d'agost de 1952, tots dos països (juntament amb Xile) van subscriure a Santiago de Xile la denominada: «Declaració de Zona Marítima», mitjançant la qual reclamaven les aigües marines fins a 200 milles nàutiques immediates a les seves costes. En el seu article IV la mateixa deia: 
| « | «En el cas de territori insular, la zona de 200 milles marines s'aplicarà en tot el contorn de l'illa o grup d'illes. Si una illa o grup d'illes pertanyents a un dels països declarants estigués a menys de 200 milles marines de la zona marítima general que correspon a un altre d'ells, la zona marítima d'aquesta illa o grup d'illes quedarà limitada pel paral·lel del punt en què arriba al mar la frontera terrestre dels estats respectius». | » |

Dos anys després, per complementar l'acord anterior, els tres països van signar el 4 de desembre de 1954 a Lima l'anomenat: «Conveni sobre zona especial fronterera marítima». Amb ell buscaven crear en el mar una zona especial que estaria situada més enllà de les 12 milles marines des de les seves riberes i que constaria d'una franja amb un ample de 10 milles marines. L'objectiu era ordenar la pesca artesanal costanera i així evitar conflictes jurisdiccionals. Aquí, com a la declaració de 1952, es torna a parlar de límits situats sobre paral·lels: 
| « | «Establécese una "Zona Especial", a partir de les 12 milles marines de la costa, de 10 milles marines d'ample a cada costat del paral·lel que constitueix el límit marítim entre els dos països.» | » |

El Protocol de Rio de Janeiro de 1942 establia les fronteres entre ambdós països seguint aproximadament la línia de statu quo de 1936, que coincideix amb la línia que uneix els punts en què els rius de la conca amazònica es fan navegables. En alguns punts del traçat, però, la demarcació fronterera resultà poc clara, especialment a la zona de la serralada del Còndor (al sud) i a Lagartococha (al nord). En determinats moments, això serví d'excusa a l'Equador per reclamar la nul·litat integral del Protocol i mantenir les seves aspiracions amazòniques (especialment durant governs populistes, com el de José María Velasco Ibarra). La majoria de vegades, però, s'ha limitat a servir d'excusa per a reclamacions frontereres menors i ha estat la causa del conflicte de Paquisha de 1981 i la guerra del Cenepa de 1995, en la que el relatiu 'èxit' equatorià inicià el procés que duria a la firma de l'Acta de Brasilia de 1998, que va ratificar el Protocol de Rio de Janeiro. amb què sembla que finalment les disputes territorials entre l'Equador i el Perú han arribat a la seva fi.
Si ben Perú i l'Equador en la pràctica sempre van acceptar que la línia que segueix el paral·lel geogràfic constituïa la seva frontera marítima, no va ser sinó fins a l'any 2011 en què aquests la van formalitzar mitjançant l'intercanvi de notes diplomàtiques idèntiques, anomenades també notes reversales, les quals van constituir un enteniment on es va descriure per primera vegada, de manera detallada i amb les corresponents coordenades i representacions gràfiques, la frontera marítima entre tots dos països. Aquest acord va ser registrat en la Secretaria General de les Nacions Unides com a acord internacional, de conformitat a l'article 102 de la Carta de l'ONU.
| « | «El límit entre els espais marítims sota sobirania o drets de sobirania i jurisdicció del Perú i l'Equador, incloent tant la columna d'aigua com el seu sòl i subsòl, s'estendrà al llarg del paral·lel geogràfic 03º23´33.96"S, que amb el meridià 80º19´16.31"W correspon al punt d'inici de la frontera terrestre ratificada per l'Acta de Brasília de 26 d'octubre de 1998 i l'equivalència del qual en el sistema WGS 84, 03º23´31.65"S i 80º18´49.27"O respectivament, va ser definida en l'Acta subscrita la terme de la IV Reunió de la Comissió Mixta Permanent de fronteres Perú-Equador (COMPEFEP), duta a terme a Lima, els dies 23 i 24 d'abril de 2009». | » |

Segons aquest acord la frontera entre els espais marítims sota sobirania o drets de sobirania i jurisdicció del Perú i l'Equador, incloent tant la columna d'aigua com el seu sòl i subsòl, s'estén al llarg del paral·lel 03°23’31.65” S que amb el meridià 80°18’49.27” O correspon al punt d'inici de la frontera terrestre. El punt de partida de la frontera marítima s'inicia en la coordenada 03°23’31.65” S i 81°09’12.53” O en el sistema WGS84, que correspon al punt en el qual convergeixen les línies de base del Perú i l'Equador, i és des d'aquest punt en què la frontera s'estén fins a una distància de 200 milles nàutiques. Les aigües interiors adjacents a tots dos estats són delimitats pel paral·lel geogràfic 03°23’31.65” S. La naturalesa de les aigües interiors de tots dos països és sense perjudici de les llibertats de comunicació internacional, de conformitat amb el Dret Internacional consuetudinari.